# Wierszyno-Rybnoje
Wierszyno-Rybnoje (ros. Вершино-Рыбное) – wieś (sieło) w Rosji, w Kraju Krasnojarskim, w rejonie partizańskim. W 2010 liczyła 761 mieszkańców.